# Pierremont-sur-Amance
Pierremont-sur-Amance és un municipi francès situat al departament de l'Alt Marne i a la regió del Gran Est. L'any 2007 tenia 172 habitants.

## Demografia

### Població
El 2007 la població de fet de Pierremont-sur-Amance era de 172 persones. Hi havia 76 famílies de les quals 24 eren unipersonals (4 homes vivint sols i 20 dones vivint soles), 24 parelles sense fills, 24 parelles amb fills i 4 famílies monoparentals amb fills.
La població ha evolucionat segons el següent gràfic:
Habitants censats

### Habitatges
El 2007 hi havia 136 habitatges, 74 eren l'habitatge principal de la família, 32 eren segones residències i 29 estaven desocupats. Tots els 136 habitatges eren cases. Dels 74 habitatges principals, 71 estaven ocupats pels seus propietaris i 3 estaven llogats i ocupats pels llogaters; 3 tenien dues cambres, 11 en tenien tres, 17 en tenien quatre i 42 en tenien cinc o més. 63 habitatges disposaven pel capbaix d'una plaça de pàrquing. A 27 habitatges hi havia un automòbil i a 33 n'hi havia dos o més.

### Piràmide de població
La piràmide de població per edats i sexe el 2009 era:
| Homes | Edats   | Dones |
| ----- | ------- | ----- |
| 0     | 95 o +  | 0     |
| 0     | 90 a 94 | 0     |
| 4     | 85 a 89 | 4     |
| 0     | 80 a 84 | 4     |
| 4     | 75 a 79 | 12    |
| 8     | 70 a 74 | 8     |
| 4     | 65 a 69 | 8     |
| 8     | 60 a 64 | 12    |
| 4     | 55 a 59 | 8     |
| 8     | 50 a 54 | 0     |
| 8     | 45 a 49 | 8     |
| 4     | 40 a 44 | 8     |
| 4     | 35 a 39 | 8     |
| 0     | 30 a 34 | 4     |
| 0     | 25 a 29 | 0     |
| 8     | 20 a 24 | 0     |
| 8     | 15 a 19 | 0     |
| 12    | 10 a 14 | 12    |
| 0     | 5 a 9   | 4     |
| 0     | 0 a 4   | 0     |

## Economia
El 2007 la població en edat de treballar era de 94 persones, 67 eren actives i 27 eren inactives. De les 67 persones actives 60 estaven ocupades (36 homes i 24 dones) i 7 estaven aturades (2 homes i 5 dones). De les 27 persones inactives 11 estaven jubilades, 7 estaven estudiant i 9 estaven classificades com a «altres inactius».

### Ingressos
El 2009 a Pierremont-sur-Amance hi havia 73 unitats fiscals que integraven 178 persones, la mediana anual d'ingressos fiscals per persona era de 15.132,5 €.

### Activitats econòmiques
Dels 4 establiments que hi havia el 2007, 1 era d'una empresa alimentària i 3 d'empreses de construcció.
Dels 3 establiments de servei als particulars que hi havia el 2009, 1 era una fusteria i 2 lampisteries.
L'únic establiment comercial que hi havia el 2009 era una fleca.
L'any 2000 a Pierremont-sur-Amance hi havia 12 explotacions agrícoles.

## Poblacions més properes
El següent diagrama mostra les poblacions més properes.